# Alastore (nome)
Alastore  è un nome proprio di persona italiano maschile.

## Varianti in altre lingue
- Greco antico: Ἀλάστωρ (Alastor)
- Inglese: Alastor
- Latino: Alastor
- Lituano: Alastoras
- Polacco: Alastor
- Russo: Аластор (Alastor)
- Ungherese: Alasztór

## Origine e diffusione
Deriva dal nome greco antico Ἀλάστωρ (Alastor), basato sul termine ἄλαστος (alastos, "che non verrà dimenticato"), da λήθειν (lethein, "dimenticare") combinato con un'alfa privativa, quindi "colui che fa cose che non saranno dimenticate"; in alternativa potrebbe basarsi anche su ἀλάομαι (alaomai, "vagare", e in senso figurato "essere sconvolto").
Nome di tradizione classica, era portato da diversi personaggi: Alastore era innanzitutto la personificazione della vendetta nella mitologia greca, poi un figlio di Neleo ucciso da Eracle, un cavallo di Ade e un suddito di Priamo, padre di Troo. Alastore è anche un epiteto di Zeus.
Il nome viene talvolta accostato ad Alasdair, che ha però origine differente.

## Onomastico
L'onomastico può essere festeggiato il 1º novembre, festa di Ognissanti, non essendovi santi con questo nome che è quindi adespota.

## Il nome nelle arti
- Alastor è un personaggio della serie animata Hazbin Hotel.
- Alastor Moody è un personaggio della serie di romanzi e film Harry Potter, creata da J. K. Rowling.